# 네이슨 (일리노이주)

네이슨(Nason)은 미국 일리노이주 제퍼슨군의 도시이다. 2010년 인구 조사에 따르면 인구 수는 236명으로 일리노이주 비통합 도시들 가운데 인구 수가 가장 적다.

## 인구
| 인구조사              | 인구 | Note  | %±     |
| --------------------- | ---- | ----- | ------ |
| 1930년                | 261  |       | —      |
| 1940년                | 271  |       | 3.8%   |
| 1950년                | 199  |       | −26.6% |
| 1960년                | 188  |       | −5.5%  |
| 1970년                | 186  |       | −1.1%  |
| 1980년                | 272  |       | 46.2%  |
| 1990년                | 235  |       | −13.6% |
| 2000년                | 234  |       | −0.4%  |
| 2010년                | 236  |       | 0.9%   |
| 2016 (추산)           | 236  | [ 2 ] | 0.0%   |
| U.S. Decennial Census |      |       |        |